# Lee Young-ja
Lee Young-Ja (5 de janeiro de 1964) é uma ex-handebolista sul-coreana. medalhista olímpica.
Fez parte da geração sul-coreana, medalha de prata, em Los Angeles 1984.